# Прекрасные лузеры: Особый мир
«Прекрасные лузеры: Особый мир» (лит. Nuostabieji lūzeriai. Kita planeta; англ. Wonderful Losers: A Different World) — литовский документальный фильм, вышедший на экраны в 2017 году. Посвящён Джиро д’Италия, одной из крупнейших велогонок мира.

## Сюжет
В фильме показан мир велогонок глазами медиков и так называемых «грегари», гонщиков, которые работают на лидеров команды в ущерб своей карьере.

## Награды и номинации
Выдвигался от Литвы на «Оскар» как «Лучший фильм на иностранном языке», но не был номинирован.
| Награды и номинации фильма «Прекрасные лузеры: Особый мир» | Награды и номинации фильма «Прекрасные лузеры: Особый мир»     | Награды и номинации фильма «Прекрасные лузеры: Особый мир» | Награды и номинации фильма «Прекрасные лузеры: Особый мир» | Награды и номинации фильма «Прекрасные лузеры: Особый мир» |
| Премия                                                     | Категория                                                      | Имя                                                        | Результат                                                  |                                                            |
| ---------------------------------------------------------- | -------------------------------------------------------------- | ---------------------------------------------------------- | ---------------------------------------------------------- | ---------------------------------------------------------- |
| Международный кинофестиваль в Минске 2017                  | Гран-при                                                       | Арунас Мателис Studio Nominum                              | Победа                                                     |                                                            |
| Международный кинофестиваль в Минске 2017                  | Приз зрительских симпатий. Лучший документальный фильм         | Арунас Мателис Studio Nominum                              | Победа                                                     |                                                            |
| Международный кинофестиваль в Минске 2017                  | Приз зрительских симпатий. Лучший фильм для детей и подростков | Арунас Мателис Studio Nominum                              | Победа                                                     |                                                            |
| Варшавский кинофестиваль 2017                              | Лучший документальный фильм                                    | Арунас Мателис Studio Nominum                              | Победа                                                     |                                                            |
| Кинофестиваль в Литве 2018                                 | Лучший документальный фильм                                    | Арунас Мателис                                             | Победа                                                     |                                                            |
| Кинофестиваль в Литве 2018                                 | Лучший саундтрек                                               | Альберто Р. Лусендо                                        | Победа                                                     |                                                            |
| Кинофестиваль в Литве 2018                                 | Лучшее индивидуальное достижение                               | Мирьям Егоров                                              | Номинация                                                  |                                                            |
| Кинофестиваль в Литве 2018                                 | Приз зрительских симпатий                                      | Арунас Мателис                                             | Победа                                                     |                                                            |
| Кинофестиваль в Триесте 2018                               | Лучший документальный фильм                                    | Арунас Мателис                                             | Победа                                                     |                                                            |